# Bun150
bun150（ブン、ブンイチゴウゼロ、5月16日 - ）は、日本のイラストレーター・インダストリアルデザイナー・プロダクトデザイナー・同人作家である。

## 概要
本人のサイトによれば、世田谷区在住で、メインタブレットのCintiq13HDとサブタブレットのCintiq24HDを使い分けながら、ClipStudioPaint EX、Photoshop CS5、Illustlator CS5などを使っている。
『初音ミク Project DIVA Future Tone』のCheerful ミクを始めとして『拡散性ミリオンアーサー』など、数々のゲームへの提供を行っている他、『アニソン“神曲”カヴァーMIX!』などのCDイラストなど、多岐にわたる仕事を請け負っているイラストレーターである。
また自身はモソームという個人サークルを作っており、そのサークルを使ってコミックマーケットなどへの参加を行なっている。
また、東日本大震災の復興チャリティプロジェクトの「Cheerful JAPAN!」では最優秀賞を受賞している他、被災地へ多くの義援金を寄付している。
日本大学芸術学部でインダストリアルデザインを学び、アニメ趣味の友人がきっかけとなってイラストレーターに興味を持ち、初音ミクの存在に影響を受けながら、創作側になることを志始めたという。
その後も、自身としては独自の躍動感のあるイラストを描くようにして、瞬間的な可愛さを目指すようにしているとインタビューの中で語っている。
最初はアニメ化作品のメディアミックスの仕事をしていたが、現在は総合電機メーカーでインダストリアルデザイナーに勤める傍ら、ライトノベルの挿絵やCGジャケットなどの商業イラストを中心に活動しているという。

## 作品一覧

### イラスト
- 『異世界最強トラック召喚、いすゞ・エルフ』（著: 八薙玉造、ダッシュエックス文庫〈集英社〉）[9]
- 『いっつも塩対応な幼なじみだけど、俺に片想いしているのがバレバレでかわいい。』シリーズ（著: 六升六郎太、HJ文庫〈ホビージャパン〉）[10]
- 『ウィッチクラフトアカデミア 〜ティノと箒と魔女たちの学院〜』シリーズ（著: 逢空万太、LINE文庫エッジ〈LINE〉）[11]
- 『F級討伐屋の死にスキル』シリーズ（著: 黒九いな、ファミ通文庫〈KADOKAWA〉）[12]
- 『俺、ツインテールになります。20』※春日歩との共同（著: 水沢夢、ガガガ文庫〈小学館〉）[13]
- 『空手バカ異世界』シリーズ（著: 輝井永澄、富士見ファンタジア文庫〈KADOKAWA〉）[14]
- 『近所のJKに召喚された』（著: 猫又ねこ、講談社ラノベ文庫〈講談社〉）[15]
- 『SSSS.GRIDMAN NOVELIZATIONS』（原作: SSSS.GRIDMAN、著: 水沢夢、ガガガ文庫〈小学館〉）[16]
- 『グリッドマン ユニバース』（原作: SSSS.GRIDMAN、著: 水沢夢、ガガガブックス〈小学館〉）[17]
- 『劇場版 STEINS;GATE 負荷領域のデジャヴ』シリーズ ※本文イラスト担当（著: 浜崎達也、作: 志倉千代丸・MAGES.・Nitroplus、カバーイラスト: huke、口絵イラスト: 坂井久太、角川スニーカー文庫〈KADOKAWA〉）[18]
- 『最強パーティーの雑用係 〜おっさんは、無理やり休暇を取らされたようです〜』シリーズ（著: peco、アース・スターノベル〈アース・スターエンターテイメント〉）[19]
- 『CtG -ゼロから育てる電脳少女-』シリーズ（著: 玩具堂、角川スニーカー文庫〈KADOKAWA〉）[20]
- 『世界最強騎士団の切り札は俺らしい 無敵集団の中で無能力者の俺が無双無敗な理由』シリーズ（著: 輝井永澄、富士見ファンタジア文庫〈KADOKAWA〉）[21]
- 『先輩冒険者さんが助けてくれるのできっと大丈夫なのです! 新米冒険者の日記帳』（著: 荒木シオン、カドカワBOOKS〈KADOKAWA〉）[22]
- 『SSSS.DYNAZZENON CHRONICLE』（原作: SSSS.DYNAZENON、著: 水沢夢、ガガガブックス〈小学館〉）[23]
- 『多分僕が勇者だけど彼女が怖いから黙っていようと思う』（著: 花果唯、ファミ通文庫〈KADOKAWA〉）[24]
- 『パンツあたためますか?』シリーズ（著: 石山雄規、角川スニーカー文庫〈KADOKAWA〉）[25]
- 『非公認魔法少女戦線 ほのかクリティカル』シリーズ（著: 奇水、ガガガ文庫〈小学館〉）[26]
- 『Fate/kaleid liner プリズマ☆イリヤ』シリーズ ※本文イラスト担当（原作: ひろやまひろし・TYPE-MOON、著: 伊藤ヒロ、カバー・口絵イラスト: SILVER LINK.、角川スニーカー文庫〈KADOKAWA〉）[27]
- 『ふぉーくーるあふたー』シリーズ（著: 水沢夢、ガガガ文庫〈小学館〉）[28]
- 『不遇職の弓使いだけど何とか無難にやってます』シリーズ（著: 洗濯紐、TOブックス）[29]
- 『武に身を捧げて百と余年。エルフでやり直す武者修行』シリーズ（著: 赤石赫々、富士見ファンタジア文庫〈KADOKAWA〉）[30]
- 『星継ぐ塔と機械の姉妹』（著: 佐藤ケイ、ガガガ文庫〈小学館〉）[31]
- 『ROBOTICS;NOTES』シリーズ（原作: 5pb.、著: 岩佐まもる、角川スニーカー文庫〈KADOKAWA〉）[32]
- 『レベル1の最強テイマー 〜幸運極振りの初心者ゲーマーはもふもふ軍団を従え最強へ至ります〜』（著: ジャジャ丸、カドカワBOOKS〈KADOKAWA〉）[33]